# 穆斯克里克鎮區 (明尼蘇達州清水縣)
穆斯克里克鎮區（英語：Moose Creek Township）是位於美國明尼蘇達州清水縣的一個行政鎮區。

## 地方資料
穆斯克里克鎮區的面積為83.40平方千米，當中陸地面積為82.10平方千米，而水域面積為1.30平方千米。根據2020年美國人口普查的數據，當地共有人口256人，而人口密度為每平方千米3.07人。